# VPRO
VPROはオランダの公共放送局。名称はオランダ語のVrijzinnig Protestantse Radio Omroep（リベラル・プロテスタント・ラジオ放送局の意）の頭文字をとったもので、1926年にリベラル・プロテスタントのラジオ局として設立されオランダ公共放送に属している。

## 解説
1950年代と1960年代には、プロテスタントではなく社会自由主義に立脚する組織となり、頭文字をとった本来の意味は使われなくなった。
1967年に、VPROはオランダで初めて、裸の女性、芸術家・パフォーマーであるフィル・ブルームを放映したことがある。VPROは前衛的な番組、ドキュメンタリー、映画を制作しており、その視聴者は教養のあるクリエイティブな人々である。
オランダの他の公共放送と同様、VPROは独自のテレビチャンネルを持っていない。VPROはWDR、BBC、アルテなど外国の放送局としばしば協力している。

## ロゴマーク

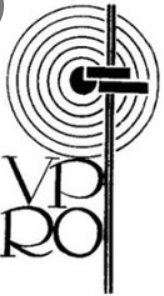
1926 - 1966年
1981 - 2010年8月
2010年8月以来、現在も使われているロゴ

## 放送内容

### テレビ
- Backlight (Tegenlicht)
- Beagle: In Darwin's wake (2009–2010)
- Draadstaal (2007–2009)
- Het Gat van Nederland (1972–1974)
- Hoepla (1967)
- De Hokjesman (2013–2016)
- Holland Sport (2003–2011)
- Van Kooten en de Bie (1974–1998)
- Metropolis TV
- Missie Aarde (2015)
- Noorderlicht
- Pingu
- Toren C
- Villa Achterwerk
- Zomergasten
- Zondag met Lubach
- De Avondshow met Arjen Lubach
- De dagshow met Keo
- The Spectacular (2021)

### ラジオ
- 3voor12
- Argos
- Het Gebouw
- The John Peel Show (1984–1986)
- OVT
- Radio Bergeijk
- Villa 65
- White Noise

### ドキュメンタリー
- Big Fun in the Big Town
- A Glorious Accident

## ラジオセッション
- Pink Floyd's 1969 performance at the Concertgebouw
- Alternative rock band Nirvana played a VPRO session in 1991 that was released on various bootlegs.
- Post-rock band Godspeed You! Black Emperor played a VPRO session in 1998 with the songs of Moya and Steve Reich.